# 苻載
苻載（？—？），一作符载，字厚之，凤翔（今屬陕西）人，唐代官員、詩人。

## 生平
郡望武都（治今甘肃武都东南），生於唐肅宗乾元二年（759年），建中初年（780年），与杨衡、王簡言、李元象等隐居庐山，号“山中四友”。贞元八年（792）依山南东道节度使樊泽。貞元十二年（796年）苻載南下投靠嶺南節度使王鍔，卻在途中病倒，患热疾於虔州，只得暫住南康太守戎昱家中。貞元十六年，楊衡歸葬其父於鳳翔，託苻載寫〈犀浦縣令楊府君墓誌銘〉。後續事蹟失考。柳宗元称其“艺术志气，为时闻人”。卒年不詳。《全唐诗》存其诗二首，《全唐文》存其文四卷。